# Фотон
Фото́н (од грчке речи φωτός, што значи „светлост“) је елементарна честица, квант електромагнетног зрачења (у ужем смислу — светлости). То је честица чија је маса мировања једнака нули, те се најчешће користи израз да се каже да је фотон безмасена честица. Наелектрисање фотона је такође једнако нули. Спин фотона је 1, тако да фотон може бити само у два спинска стања са хелицитетом (односно пројекцијом спина на смер кретања) ±1. Хелицитету фотона у класичној електродинамици одговарају појмови кружна десна и лева поларизација електромагнетног таласа. На фотон, као и на друге елементарне честице, се односи честично-таласни дуализам, тј. фотон истовремено поседује и својства елементарне честице и особине таласа. Фотони се обично обележавају словом {\displaystyle ~\gamma }, због чега их често називају гама-квантима (фотони високих енергија) при чему су ти термини практично синоними. Са тачке гледишта Стандардног модела фотон је бозон. Виртуелни фотони су преносиоци електромагнетне интеракције који на тај начин обезбеђују могућност узајамног деловања између два наелектрисања.

## Историја
Савремена теорија светлости има дугачку историју. Макс Планк је постулирао квантни карактер зрачења електромагнетног поља 1900. године са циљем обједињења својстава топлотног зрачења.
Термин „фотон“ увео је хемичар Гилберт Њутн Луис 1926. године.
У годинама између 1905. и 1917. Алберт Ајнштајн је објавио
низ радова посвећених противуречности резултата експеримената и класичне таласне теорије светлости, фотоефекту и способности супстанце да буде у топлотној равнотежи са електромагнетним зрачењем.
Постојали су покушаји да се објасни квантна природа светлости полукласичним моделима, у којима је светлост и даље описивана Максвеловим једначинама, без узимања у обзир квантовања светлости, док су објектима који емитују и апсорбују светлост приписивана квантна својства. Без обзира што су полукласични модели утицали на развој квантне механике (што доказује то да нека тврђења полукласичних модела и последице истих и даље могу наћи у савременој квантној теорији), експерименти су потврдили Ајнштајнова тврђења да светлост има и квантну природу, односно да се електромагнетно зрачење преноси у строго одређеним малим деловима који се називају кванти електромагнетног зрачења. Квантовање као феномен није својствено само електромагнетним таласима, већ свим облицима кретања, притом не само таласним.
Увођење појма фотона је допринело стварању нових теорија и развоју физичких инструмената, а такође је погодовало развоју експерименталне и теоријске основе квантне механике. На пример, откривен је ласер, Бозе-Ајнштајнов кондензат, формулисана је квантна теорија поља и дата је статистичка интерпретација квантне механике. У савременом Стандардном моделу физике елементарних честица постојање фотона је последица тога да су закони физике инваријантни у односу на локалну симетрију у било којој тачки простор-времена. Овом симетријом су одређена унутрашња својства фотона као што су наелектрисање, маса и спин.
Међу областима које су засноване на разумевању концепције фотона истиче се фотохемија, видеотехника, компјутеризована томографија, мерење међумолекулских растојања, итд. Фотони се такође користе као елементи квантних компјутера и квантних уређаја за пренос података.

### Историја назива и обележавања
Фотон је првобитно од стране Алберта Ајнштајна назван „светлосним квантом“. Савремен назив, који је фотон добио на основу грчке речи φῶς phōs (био је уведен 1926. године на иницијативу хемичара Гилберта Луиса, који је објавио теорију
у којој је фотоне представио као нешто што се не може ни створити ни уништити. Луисова теорија није била доказана и била је у противуречности са експерименталним подацима, док је тај назив за кванте електромагнетног зрачења постао уобичајен међу физичарима.
У физици фотон се обично обележава симболом {\displaystyle ~\gamma } (по грчком слову „гама“). То потиче од ознаке за гама зрачење које је откривено 1900. године и које се састојало из фотона високе енергије. Заслуга за откриће гама зрачења, једног од три вида (α-, β- и γ-зраци) јонизујуће радијације, које су зрачили тада познати радиоактивни елементи, припада Полу Виларду, док су електромагнетну природу гама-зрака открили 1914. године Ернест Радерфорд и Едвард Андрејд. У хемији и оптичком инжењерству за фотоне се често користи ознака {\displaystyle ~h\nu ,} где је {\displaystyle ~h} — Планкова константа и {\displaystyle ~\nu } (грчко слово „ни“ које одговара фреквенцији фотона). Производ ове две величине је енергија фотона.

### Историја развитка концепције фотона
У већини теорија разрађених до XVIII века, светлост је била посматрана као мноштво честица. Једна од првих теорија те врсте била је изложена у „Књизи о оптици“ Ибна ал Хајтама 1021. године. У њој је тај научник посматрао светлосни зрак у виду низа малених честица које не поседују никаква квалитативна честична својства осим енергије.
Пошто слични покушаји нису могли да објасне појаве као што су то рефракција, дифракција и двоструко преламање зрака, била је предложена таласна теорија светлости, коју су поставили Рене Декарт (1637), Роберт Хук (1665), и Кристијан Хајгенс (1678).
Ипак модели засновани на идеји дискретне природе светлости остали су доминантни, уосталом због ауторитета оних који су је заступали, као што је Исак Њутн.
На почетку 19. века Томас Јанг и Огистен Жан Френел су јасно демонстрирали у својим огледима појаве интерференције и дифракције светлости, после чега су средином 19. века таласни модели постали општепризнати.
Затим је то учинио Џејмс Максвел 1865. године у оквиру своје теорије,
где наводи да је светлост електромагнетни талас. Потом је 1888. године та хипотеза била потврђена експериментално Хајнрихом Херцом, који је открио радио-таласе.
 У сагласности са релативистичком представом било који објекат који поседује енергију поседује и масу, што објашњава постојање импулса код електромагнетног зрачења. Квантовањем тог зрачења и апсорпцијом може се наћи импулс појединих фотона.
Таласна теорија Максвела ипак није могла да објасни сва својства светлости. Према тој теорији, енергија светлосног таласа зависи само од његовог интензитета, не и од фреквенције. У ствари резултати неких експеримената су говорили обрнуто: енергија предата атомима од стране светлости зависи само од фреквенције светлости, не и од њеног интензитета. На пример неке хемијске реакције могу се одвијати само у присуству светлости чија фреквенција изнад неке границе, док зрачење чија је фреквенција испод те граничне вредности не може да изазове зачетак реакције, без обзира на интензитет. Аналогно, електрони могу бити емитовани са површине металне плоче само када се она обасја светлошћу чија је фреквенција већа од одређене вредности која се назива црвена граница фотоефекта, а енергија тих електрона зависи само од фреквенције светлости, не и њеног интензитета.
Истраживања својстава зрачења апсолутно црног тела, која су вршена током скоро четрдесет година (1860—1900),
завршена су формулисањем хипотезе Макса Планка
о томе да енергија било ког система при емисији или апсорпцији електромагнетног зрачења фреквенције {\displaystyle ~\nu } може бити промењена само за величину која одговара енергији кванта {\displaystyle ~E=h\nu }, где је {\displaystyle ~h} — Планкова константа.
Алберт Ајнштајн је показао да таква представа о квантовању енергије треба да буде прихваћена, како би се објаснила топлотна равнотежа између супстанце и електромагнетног зрачења. На истом основу је теоријски био објашњен фотоефекат, описан у раду за који је Ајнштајн 1921. године добио Нобелову награду за физику.
Насупрот томе, теорија Максвела допушта да електромагнетно зрачење поседује било коју вредност енергије.
Многи физичари су првобитно претпостављали да је квантовање енергије резултат неког својства материје која емитује и апсорбује електромагнетне таласе. Ајнштајн је 1905. године претпоставио да квантовање енергије представља својство самог електромагнетног зрачења.
Признајући тачност Максвелове теорије, Ајнштајн је приметио да многе несугласице са експерименталним резултатима могу бити објашњене ако је енергија светлосног таласа локализована у квантима, који се крећу независно једни од других, чак ако се талас непрекидно простире у простор-времену.
У годинама између 1909. и 1916, Ајнштајн је показао, полазећи од тачности закона зрачења апсолутно црног тела, да квант енергије такође мора поседовати импулс {\displaystyle ~p=h/\lambda },
. Импулс фотона био је открио експериментално
Артур Комптон, за шта је добио Нобелову награду за физику 1927. године. Ипак, питање усаглашавања таласне теорије Максвела са експерименталним чињеницама је остало отворено.
Низ аутора је утврдио да се емисија и апсорпција електромагнетних таласа дешавају у порцијама, квантима, док је процес њиховог простирања непрекидан. Квантни карактер појава као што су зрачење и апсорпција доказује да је немогуће да микросистем поседује произвољну количину енергије. Корпускуларне представе су добро усаглашене са експериментално посматраним законитостима зрачења и апсорпције електромагнетних таласа, укључујући топлотно зрачење и фотоефекат. Ипак, по мишљењу представника оних који су заступали тај правац експериментални подаци су ишли у прилог томе да квантна својства електромагнетног таласа не бивају испољена при простирању, расејању и дифракцији, уколико притом не долази до губитка енергије. У процесима простирања електромагнетни талас није локализован у одређеној тачки простора, понаша се као целина и описује Максвеловим једначинама.

Решење је било пронађено у оквиру квантне електродинамике.

### Рани покушаји оспоравања
Као што је поменуто у нобеловској лекцији Роберта Миликена, предвиђања која је Ајнштајн направио 1905. године била су проверена експериментално на неколико независних начина у прве две деценије 20. века.
Ипак, Комптоновог експеримента идеја квантне природе електромагнетног зрачења није била призната међу свим физичарима (погледати Нобеловске лекције Вилхелма Вина, Макса Планк и Роберта Миликена), што је било повезано са успесима таласне теорије светлости Максвела. Неки физичари су сматрали да квантовање енергије у процесима емисије и апсорпције светлости било последица неких својстава супстанце која ту светлост зрачи или апсорбује. Нилс Бор, Арнолд Зомерфелд и други су разрађивали моделе атома са енергетским нивоима који су објашњавали спектар зрачења и апсорпције код атома и били у сагласности са експериментално утврђеним спектром водоника
(ипак, добијање адекватног спектра других атома ови модели нису омогућавали). Само расејање фотона слободним електронима, који по тадашњем схватању нису поседовали унутрашњу структуру, натерало је многе физичаре да признају квантну природу светлости.
Ипак чак после експеримената које је начинио Комптон, Нилс Бор, Хендрик Крамерс и Џон Слејтер предузели су последњи покушај спашавања класичног модела таласне природе светлости, без урачунавања квантовања, објавивши БКС теорију.
За објашњавање експерименталних чињеница предложили су две хипотезе:
1. Енергија и импулс се одржавају само статистички (по средњој вредности) при узајамном деловању материје и зрачења. У одређеним експерименталним процесима као што су то емисија и апсорпција, закони одржања енергије и импулса нису испуњени.
 Та претпоставка је објашњавала степеничасту промену енергије атома (прелази на енергетским нивоима) са непрекидношћу промене енергије самог зрачења.
2. Механизам зрачења поседује специфичан карактер. Спонтано зрачење посматрано је као зрачење стимулисано „виртуелним“ електромагнетним пољем.
Ипак експерименти Комптона су показали да се енергија и импулс потпуно одржавају у елементарним процесима, а такође да се његов рачун промене учесталости падајућег фотона у комптоновском расејању испуњава са тачношћу до 11 знакова. Ипак крах БКС модела инспирисао је Вернера Хајзенберга на стварање матричне механике.
Један од експеримената који су потврдили квантну апсорпцију светлости био је оглед Валтера Боте, који је спровео 1925. године. У том огледу танки метални слој је био изложен рендгенском зрачењу малог интензитета. Притом је он сам постао извор слабог зрачења. Полазећи од класичних таласних представа то зрачење се у простору мора распоређивати равномерно у свим правцима. У том случају два инструмента, постављена лево и десно од металног слоја, требало је да га забележе истовремено. Ипак, резултат огледа је показивао супротно: зрачење су бележили час леви, час десни инструмент и никад оба истовремено. То је значило да се апсорпција одвија порцијама, тј. квантима. Оглед је на тај начин потврдио фотонску теорију зрачења и постао самим тим још једним експерименталним доказом квантних својстава електромагнетног зрачења.
Неки физичари су наставили да разрађују полукласичне моделе, у којим електромагнетно зрачење није сматрано квантним, али питање је добило своје решење само у оквиру квантне механике. Идеја коришћења фотона при објашњавању физичких и хемијских експеримената постала је општепризната у 70-им годинама 20. века. Све полукласичне теорије већина физичара је сматрала оспореним у 70-им и 80-им годинама у експериментима.
На тај начин, идеја Планка о квантним својствима електромагнетног зрачења и на основу ње развијена Ајнштајнова хипотеза сматране су доказаним.

## Физичка својства фотона
Фотон је честица без масе мировања. Спин фотона једнак је 1 (честица је бозон), али због масе мировања једнакој нули значајнијом карактеристиком се јавља пројекција спина честице на правац кретања. Фотон може бити само у два спинска стања {\displaystyle \pm 1}. Том својству у класичној електродинамици одговара електромагнетни талас.
Маса мировања фотона сматра се једнаком нули, што се заснива на експерименту и теоријским принципима. Због тога је брзина фотона једнака брзини светлости. Ако фотону припишемо релативистичку масу (термин полако излази из употребе) полазећи од једнакости {\displaystyle m={\tfrac {E}{c^{2}}}} видимо да она износи {\displaystyle m={\tfrac {h\nu }{c^{2}}}}. Фотон је сам своја античестица).
Фотон се убраја у бозоне. Учествује у електромагнетној и гравитационој интеракцији. Фотон не поседује наелектрисање и не распада се спонтано у вакууму, стабилан је. Фотон може имати једно од два стања поларизације и описује се са три просторна параметра који састављају таласни вектор који одређује његову таласну дужину {\displaystyle ~\lambda } и смер простирања.
Фотони настају у многим природним процесима, на пример, при убрзаном кретању наелектрисања, при прелазу атома или језгра из побуђеног у основно стање мање енергије, или при анихилацији пара електрон-позитрон. Треба приметити да при анихилацији настају два фотона, а не један, пошто у систему центра масе честица које се сударају њихов резултујући импулс једнак нули, а један добијени фотон увек има импулс различит од нуле. Закон одржања импулса стога тражи настанак бар два фотона са укупним импулсом једнаком нули. Енергија фотона, а, самим тим и њихова фреквенција, одређена је законом одржања енергије. При обрнутим процесима- побуђивању атома и стварању електрон-позитрон пара долази до апсорпције фотона. Овај процес је доминантан при простирању гама-зрака високих енергија кроз супстанцу.
Ако је енергија фотона једнака {\displaystyle ~E}, онда је импулс {\displaystyle {\vec {p}}}повезан са енергијом једнакошћу {\displaystyle ~E=cp}, где је {\displaystyle ~c} — брзина светлости (брзина којом се фотон увек креће као честица без масе). Ради упоређивања за честице које поседују масу мировања, веза масе и импулса са енергијом одређена је формулом {\displaystyle ~E^{2}=c^{2}p^{2}+m^{2}c^{4}}, што показује специјална теорија релативности.
У вакууму енергија и импулс фотона зависе само од његове фреквенције {\displaystyle ~\nu } (или, што је еквивалентно претходном, од његове таласне дужине {\displaystyle ~\lambda =c/\nu }):
{\displaystyle E=\hbar \omega =h\nu },
{\displaystyle {\vec {p}}=\hbar {\vec {k}}},
Одатле следи да је импулс једнак:
{\displaystyle p=\hbar k={\frac {h}{\lambda }}={\frac {h\nu }{c}}},
где је {\displaystyle ~\hbar } — Диракова константа, једнака {\displaystyle ~h/2\pi }; {\displaystyle {\vec {k}}} — таласни вектор и {\displaystyle ~k=2\pi /\lambda } — његова величина (таласни број); {\displaystyle ~\omega =2\pi \nu } — угаона фреквенција. Таласни вектор {\displaystyle {\vec {k}}} одређује смер кретања фотона. Спин фотона не зависи од његове фреквенције.
Класичне формуле за енергију и импулс електромагнетног зрачења могу бити добијени полажењем од представа о фотону. На пример притисак зрачења постоји услед импулса који фотони предају телу при њиховој апсорпцији. Заиста, притисак је сила која делује на јединичну површину, а сила је једнака промени импулса у времену, па се отуда јавља тај притисак.

## Корпускуларно-таласни дуализам и принцип неодређености
Фотону је својствен корпускуларно-таласни дуализам. Са једне стране фотон показује својства таласа у појавама дифракције и интерференције у случају да су карактеристичне величине баријере упоредиве са таласном дужином фотона. На пример, поједини фотони пролазећи кроз двоструки отвор стварају на позадини интерференциону слику која се може описати Максвеловим једначинама.
Ипак експерименти показују да се фотони емитују и апсорбују у целини објектима које имају димензије много мање од таласне дужине фотона, (на пример атомима) или се уопште могу сматрати тачкастим (на пример електронима). На тај начин фотони се у процесу емитовања и апсорпције зрачења понашају као честице. У исто време овакав опис није довољан; представа о фотону као тачкастој честици чија је трајекторија одређена електромагнетним пољем бива оповргнута корелационим експериментима са помешаним стањима фотона (погледати Парадокс Ајнштајн-Подолског-Розена).
Кључним елементом квантне механике јавља се Хајзенбергов принцип неодређености, који не дозвољава да се истовремено тачно одреде просторне координате честице и њен импулс у тим координатама.
Важно је приметити да је квантовање светлости и зависност енергије и импулса од фреквенције неопходно за испуњавање принципа неодређености примењеног на наелектрисану масивну честицу. Илустрацијом тога може послужити познат мисаони експеримент са идеалним микроскопом који одређује просторне координате електрона обасјавањем истог светлошћу и регистровањем расејане светлости (гама-микроскоп Хајзенберга). Положај електрона може бити одређен са тачношћу {\displaystyle ~\Delta x}, зависном од самог микроскопа. Полажењем од представа класичне оптике:
{\displaystyle \Delta x\sim {\frac {\lambda }{\sin \theta }},}
где је {\displaystyle ~\theta } — апертурни угао микроскопа. На тај начин се неодређеност координате {\displaystyle ~\Delta x} може учинити јако малом смањењем таласне дужине {\displaystyle ~\lambda } упадних зрака. Ипак после расејања електрон добија неки додатни импулс, при чему је његова неодређеност једнака {\displaystyle ~\Delta p}. Ако упадно зрачење не би било квантним, та неодређеност би могла постати јако мала смањењем интензитета зрачења. Таласна дужина и интензитет упадне светлости могу се мењати зависно један од другога. Као резултат у одсуству квантовања светлости постало би могуће истовремено са великом тачношћу одредити положај електрона у простору и његов импулс, што се противи принципу неодређености.
Насупрот томе, Ајнштајнова формула за импулс фотона у потпуности задовољава принцип неодређености. С обзиром да се фотон може расејати у било ком правцу у границама угла {\displaystyle ~\theta }, неодређеност предатог електрону импулса једнака је:
{\displaystyle \Delta p\sim p_{\mathrm {\phi } }\sin \theta ={\frac {h}{\lambda }}\sin \theta .}
После множења првог израза другим добија се:
{\displaystyle \Delta x\Delta p\,\sim \,h}.
На тај начин цео свет је квантован: ако супстанца подлеже законима квантне механике онда то мора бити случај и са физичким пољем, и обрнуто.
Аналогно, принцип неодређености фотонима забрањује тачно мерење броја {\displaystyle ~n} фотона у електромагнетном таласу и фазу {\displaystyle ~\varphi } тог таласа:
{\displaystyle ~\Delta n\Delta \varphi >1.}
И фотони, и честице супстанце (електрони, нуклеони, атомска језгра, атоми итд.), које поседују масу мировања при проласку кроз два блиско постављена уска отвора дају сличне интерференционе слике. За фотоне се та појава може описати Максвеловим једначинама, док се за масивне честице користи Шредингерова једначина. Могло би се претпоставити да су Максвелове једначине само упрошћен облик Шредингерове једначине за фотоне. Ипак са тим се не слаже већина физичара.
С једне стране те једначине се разликују у математичком смислу: за разлику од Максвелових једначина (које описују поље тј. стварне функције координата и времена), Шредингерова једначина је комплексна (њено решење је поље које уопштено говорећи представља комплексну функцију). С друге стане појам вероватноће таласне функције који улази у Шредингерову једначину не може бити примењен на фотон.
Фотон је честица без масе мировања, зато он не може бити локализован у простору без уништења. Формално говорећи, фотон не може имати координатно сопствено стање {\displaystyle |\mathbf {r} \rangle } и на тај начин обичан Хајзенбергов принцип неодређености {\displaystyle \Delta x\Delta p\,\sim \,h} се на њега не може применити. Били су предложени измењени облици таласне функције за фотоне,
али они нису постали општепризнати. Уместо тога решење се тражи у квантној електродинамици.

## Бозе-Ајнштајнов модел фотонског гаса
Квантна статистика примењена на честице са целобројним спином била је предложена 1924. године од стране индијског физичара Бозеа за светлосне кванте и проширена захваљујући Ајнштајну на све бозоне. Електромагнетно зрачење унутар неке запремине може се посматрати као идеални гас који се састоји из мноштва фотона између којих практично не постоји интеракција. Термодинамичка равнотежа тог фотонског гаса достиже се путем интеракције са зидовима. Она настаје када зидови емитују онолико фотона у јединици времена колико и апсорбују.
Притом се унутар запремине постоји одређена расподела честица по енергијама. Бозе је добио Планков закон зрачења апсолутно црног тела, уопште не користећи електродинамику, само модификујући рачун квантних стања система фотона у датој фази. 
Тако је било установљено да број фотона у апсолутно црној области, енергија којих се протеже на интервалу од {\displaystyle ~\varepsilon } до {\displaystyle \varepsilon +d\varepsilon ,} једнак:
{\displaystyle dn(\varepsilon )={\frac {V\varepsilon d\varepsilon ^{2}}{\pi ^{2}\hbar ^{3}c^{3}(e^{\varepsilon /kT}-1)}},}
где је {\displaystyle ~V} — њена запремина, {\displaystyle ~\hbar } — Диракова константа, {\displaystyle ~T} — температура равнотежног фотонског гаса (еквивалентна температури зидова).
У равнотежном стању електромагнетно зрачење апсолутно црног тела се описује истим термодинамичким параметрима као и обичан гас: запремином, температуром, енергијом, ентропијом и др. Зрачење врши притисак {\displaystyle ~P} на зидове пошто фотони поседују импулс. Веза тог притиска и температуре изражена је једначином стања фотонског гаса:
{\displaystyle P={\frac {1}{3}}\sigma T^{4},}
где је {\displaystyle ~\sigma } — Штефан-Болцманова константа.
Ајнштајн је показао да је та модификација еквивалентна признавању тога да се два фотона принципијелно не могу разликовати, а међу њима постоји „тајанствена нелокализована интеракција“,
сада схваћена као потреба симетричности квантномеханичких стања у односу на прерасподелу честица. Тај рад довео је до стварања концепције кохерентних стања и погодовао стварању ласера. У истим чланцима Ајнштајн је проширио представе Бозеа на елементарне честице са целобројним спином (бозоне) и предвидео појаву масовног прелаза честица бозонског гаса у стање са минималном енергијом при смањењу температуре до неког критичног нивоа (погледати Бозе-Ајнштајнова кондензација). Овај ефекат је 1995. године посматран експериментално, а 2001. ауторима експеримента била је уручена Нобелова награда.
По савременом схватању бозони, у које се убраја и фотон, подлежу Бозе-Ајнштајновој статистици, а фермиони, на пример електрони, Ферми-Дираковој статистици.

## Спонтано и принудно зрачење[60]
Ајнштајн је 1916. године показао да Планков закон зрачења за апсолутно црно тело може бити изведен полажењем од следећих полукласичних представа:
1. Електрони се у атомима налазе на енергетским нивоима;
2. При прелазу електрона међу тим нивоима атом емитује или апсорбује фотон.

Осим тога сматрало се да емитовање и апсорпција светлости атомима дешава независно једно од другога и да топлотна равнотежа у систему бива одржана услед интеракције са атомима. Посматрајмо запремину која се налази у топлотној равнотежи и која је испуњена електромагнетним зрачењем које може бити емитовано и апсорбована зидовима који је ограничавају. У стању топлотне равнотеже спектрална густина зрачења је {\displaystyle ~\rho (\nu )} и зависи од фреквенције фотона {\displaystyle ~\nu } док по средњој вредности не зависи од времена. То значи да вероватноћа емитовања фотона произвољног фотона мора бити једнака вероватноћи његове апсорпције.
Ајнштајн је почео да тражи просте узајамне везе међу брзином апсорпције и емитовања. У његовом моделу брзина {\displaystyle ~R_{ji}} апсорпције фотона фреквенције {\displaystyle ~\nu } и прелаза атома са енергетског нивоа {\displaystyle ~E_{j}} на ниво више енергије {\displaystyle ~E_{i}} је пропорционална броју {\displaystyle ~N_{j}} атома са енергијом {\displaystyle ~E_{j}} и спектралне густине зрачења {\displaystyle ~\rho (\nu )} за околне фотоне исте фреквенције:
{\displaystyle ~R_{ji}=N_{j}B_{ji}\rho (\nu )}.
Овде је {\displaystyle ~B_{ji}} константа брзине апсорпције. За остварење супротног процеса постоји две могућности: спонтано зрачење фотона и враћање електрона на нижи енергетски ниво услед интеракције са случајним фотоном. У сагласности са горе описаним прилазом одговарајућа брзина {\displaystyle ~R_{ij}}, која карактерише зрачење система фотона фреквенције {\displaystyle ~\nu } и прелаз атома са вишег енергетског нивоа {\displaystyle ~E_{i}} на ниво мање енергије {\displaystyle ~E_{j}}, једнака је:
{\displaystyle ~R_{ij}=N_{i}A_{ij}+N_{i}B_{ij}\rho (\nu )}.
Овде је {\displaystyle ~A_{ij}} — коефицијент спонтаног зрачења, {\displaystyle ~B_{ij}} — коефицијент одговоран за принудно зрачење под дејством случајних фотона. При термодинамичкој равнотежи број атома у енергетском стању {\displaystyle ~i} и {\displaystyle ~j} по средњој вредности мора бити константан у времену, одакле следи да величине {\displaystyle ~R_{ji}} и {\displaystyle ~R_{ij}} морају бити једнаке. Осим тога, по аналогији са Болцмановом статистиком:
{\displaystyle {\frac {N_{i}}{N_{j}}}={\frac {g_{i}}{g_{j}}}\exp {\frac {E_{j}-E_{i}}{kT}}},
где је {\displaystyle ~g_{i,j}} — број линеарно независних решења које одговарају датом квантном стању и енергији енергетског нивоа {\displaystyle ~i} и {\displaystyle ~j}, {\displaystyle ~E_{i,j}} — енергија тих нивоа, {\displaystyle ~k} — Болцманова константа, {\displaystyle ~T} — температура система. Из реченог следи закључак да {\displaystyle ~g_{i}B_{ij}=g_{j}B_{ji}} и:
{\displaystyle A_{ij}={\frac {8\pi h\nu ^{3}}{c^{3}}}B_{ij}}.
Коефицијенти {\displaystyle ~A} и {\displaystyle ~B} називају се Ајнштајновим коефицијентима.
Ајнштајн није успео густином да објасни све ове једначине али је сматрао да ће убудуће бити могуће да се пронађу коефицијенти {\displaystyle ~A_{ij}}, {\displaystyle ~B_{ji}} и {\displaystyle ~B_{ij}}, када „механика и електродинамика буду измењене тако да ће одговарати квантној хипотези“.
И то се стварно догодило. Пол Дирак је 1926. године добио константу {\displaystyle ~B_{ij}}, користећи полукласични метод,
а 1927. године успешно је нашао све те константе полазећи од основних принципа квантне теорије.
Тај рад је постао основом квантне електродинамике, тј. теорије квантовања електромагнетног поља. Прилаз Дирака, назван методом секундарног квантовања, постао је једним од основних метода квантне теорије поља. Треба приметити да су у раној квантној механици само честице супстанце, а не и електромагнетно поље, сматране квантномеханичким.
Ајнштајн је био узнемирен тиме да му се теорија чинила непотпуном, још више пошто није могла да опише смер спонтаног зрачења фотона. Природу кретања светлосних честица са аспекта вероватноће најпре је размотрио Исак Њутн у свом објашњењу појаве двоструког преламања зрака (ефекат разлагања светлосног зрака на две компоненте у анизотропним срединама) и уопштено говорећи појаве разлагања светлосног зрака на граници две средине на одбијени и преломљени зрак. Њутн је претпоставио да „скривене променљиве“, које карактеришу светлосне честице одређују у коју од граничних средина ће отићи дата честица. Аналогно се и Ајнштајн, почевши са дистанцирањем од квантне механике, надао настанку општије теорије микросвета у којој нема места случајности. Треба приметити да Максом Борном уведена интерпретација таласних функција преко вероватноће
била стимулисана позним радом Ајнштајна који је тражио општу теорију.

## Секундарно квантовање
Питер Дебај добио је 1910. године Планков закон зрачења за апсолутно црно тело полазећи од релативно једноставне претпоставке.
Он је разложио електромагнетно поље на Фуријеов ред и претпоставио да енергија сваког модула целобројни делилац величине {\displaystyle ~h\nu ,} где {\displaystyle ~\nu } је одговарајућа фреквенција. Геометријска сума добијених модула представља Планков закон зрачења. Ипак показало се да је немогуће коришћењем датог прилаза добити тачан облик формуле за флуктуације енергије топлотног зрачења. Решење овог проблема пронашао је Ајнштајн 1909. године.
Макс Борн, Вернер Хајзенберг и Пасквал Јордан су 1925. године дали нешто другачију интерпретацију Дебајеве методе.
Користећи класичне може се показати да је Фуријеов ред електромагнетног поља састоји из мноштва равних таласа при чему сваки од њих одговара свом таласном вектору и својем стању поларизације што је еквивалентно мноштву хармонијских осцилатора. Са аспекта квантне механике енергетски нивои тих осцилатора бивају одређени односом {\displaystyle ~E=nh\nu ,} где је {\displaystyle ~\nu } фреквенција осцилатора. Принципијелно новим кораком постало је то да је модул са енергијом {\displaystyle ~E=nh\nu } посматран овде као стање од {\displaystyle ~n} фотона. Такав метод омогућио је добијање исправног облика формуле за флуктуације енергије зрачења апсолутно црног тела.
Пол Дирак је отишао још даље. Он је посматрао интеракцију између наелектрисања и електромагнетног поља као мали поремећај који изазива прелазе у фотонским стањима мењајући број фотона у модулима при одржању целокупне енергије и импулса система. Дирак је пошавши од тога успео да добије Ајнштајнове коефицијенте {\displaystyle ~A_{ij}} и {\displaystyle ~B_{ij}} из првих принципа и показао да је Бозе-Ајнштајнова статистика за фотоне природна последица коректног квантовања електромагнетног поља (сам Бозе се кретао у супротном смеру — он је добио Планков закон зрачења за апсолутно црно тело постулирањем статистичке расподеле Бозе — Ајнштајна). У то доба још није било познато да сви бозони, укључујући и фотоне подлежу Бозе-Ајнштајновој статистици.
Диракова теорија поремећаја уводи појам виртуелног фотона, краткотрајног прелазног стања електромагнетног поља. Електростатичка и магнетна интеракција остварује се путем таквих виртуалних фотона. У таквим квантним теоријама поља амплитуда вероватноће посматраних догађаја се рачуна сумирањем по свим могућим прелазним путевима, укључујући чак нефизичке; пошто виртуелни фотони не морају задовољавати дисперзиони однос {\displaystyle ~E=pc}, испуњен за физичке честице без масе, и могу имати додатна поларизациона стања (код реалних фотона постоје два стања поларизације док код виртуалних — три или четири, у зависности од коришћене калибрације). Мада виртуелне честице па и виртуелни фотони не могу бити посматрани непосредно,
они уносе мерљив удео у вероватноћу посматраних квантних стања. Шта више, рачун по другом и вишим редовима теорије поремећаја понекад доводи до бесконачно великих вредности за неке физичке величине. Друге виртуелне честице такође могу допринети вредности суме. На пример, два фотона могу интераговати посредством виртуелног електрон-позитрон пара.
Тај механизам ће бити у основи Међународног линеарног колајдера.
Математички метод секундарног квантовања састоји се у томе да квантни систем састављен од великог броја принципијелно еквивалентних честица, описује помоћу таласних функција, у којем улогу независних параметара има број попуњавања. Секундарно квантовање остварује се увођењем оператора, који повећавају и смањују број честица у датом стању (број попуњавања) на један. Ти оператори се понекад називају операторима рађања и уништења. Математичка својства оператора попуњавања и уништавања одређена су спином честица. При таквом опису таласна функција сама постаје оператор.
У савременом физичком обележавању квантно стање електромагнетног поља се записује као Фоковско стање, тензорски производ стања сваког електромагнетног модула:
{\displaystyle |n_{k_{0}}\rangle \otimes |n_{k_{1}}\rangle \otimes \dots \otimes |n_{k_{n}}\rangle \dots ,}
где {\displaystyle ~|n_{k_{i}}\rangle } представља стање са целим бројем фотона {\displaystyle ~n_{k_{i}},} који се налазе у модулу {\displaystyle ~k_{i}.} Стварање новог фотона (на пример емитованог в атомском прелазу) у модолу {\displaystyle ~k_{i}} се записује овако:
{\displaystyle |n_{k_{i}}\rangle \rightarrow |n_{k_{i}}+1\rangle .}

## Структура фотона
Сагласно квантној хромодинамици, реални фотон може интераговати не само као појединачна тачкаста честица, већ и као мноштво кваркова и глуона, попут хадрона. Структуру фотона одређују не скупови валентних кваркова (као на пример структуру протона), а виртуелне флуктуације тачкастог фотона у скупу партона. Та својства се пројављују тек при довољно великим енергијама, почињући од ~1 гигаелектронволти.

## Фотон као бозон
Максвелове једначине које описују електромагнетно поље могу бити добијене на основу теорије калибрације као последица калибричне инваријантности електрона у односу на трансформације просторно-временских координата.
За електромагнетно поље та калибрична симетрија изражава способност комплексних бројева мењања имагинарног дела без деловања на реални, какав случају са енергијом или Лагранжом.
Квант таквог калибричног поља мора бити ненаелектрисан бозон без масе, док се симетрија не наруши. Зато се фотон (који је у ствари квант електромагнетног поља) у савременој физици посматра као честица без масе и наелектрисања са целобројним спином. Корпускуларни модел електромагнетне интеракција приписује фотону спин једнак {\displaystyle \pm 1}. Са тачке гледишта класичне физике спин фотона се може интерпретирати као параметар, одговоран за поларизационо стање светлости). Виртуелни фотони уведени у оквиру квантне електродинамике могу се такође налазити у нефизичким поларизационим стањима.
У Стандардном моделу фотон је један од четири бозона који остварују слабу интеракцију. Остала три (W+, W− и Z0) називају се векторским бозонима и одговорни су само за слабу интеракцију. За разлику од фотона код векторских бозона постоји инваријантна маса, они морају имати масу с обзиром да се слаба интеракција јасно пројављује тек на јако малим растојањима, <10−15 см. Ипак, кванти калибричних поља морају бити без масе, јер појава исте код њих нарушава калибричну инваријантност једначина кретања. Овај проблем је решио Питер Хигс, пошто је теоријски описао појаву спонтаног нарушавања електрослабе симетрије. То решење је дозволило учинити векторске бозоне масивним нарушавања симетрије калибрације у самим једначинама кретања. Обједињење фотона са W и Z бозонима у слабој интеракцији остварили су Шелдон Ли Глешо, Абдус Салам и Стивен Вајнберг, за шта су добили Нобелову награду за физику 1979. године.
Важним проблемом квантне теорије поља јавља се укључивање у јединствену шему калибрације и јаке интеракције. Ипак кључне последице тих теорија, као што је распад протона још увек нису откривени експериментално.

## Удео фотона у маси система
Енергија система који емитује фотон се смањује за вредност {\displaystyle ~E} једнаку енергији тих фотона. Као резултат маса система се смањује за вредност {\displaystyle ~{E}/{c^{2}}}. Аналогно маса система који апсорбује фотон бива увећана за исту вредност.
Ова концепција користи кључне принципе квантне електродинамике. У тој теорији маса електрона (и уопште свих лептона) се мења са апсорпцијом виртуелних фотона. Сличан метод у разумевању даје објашњење тих чињеница као аномалија диполног момента лептона и супертанких структура лептонских дублета.
Фотони задовољавају услов тензора енергије-импулса и зато интерагују гравитационо са другим објектима у сагласности са општом теоријом релативности. Њихове обично праволинијске трајекторије могу се кривити због кривљења простор-времена. У тим условима се посматра тзв. гравитациони црвени помак. То је својствено не само појединачним фотонима, у потпуности се може применити на класичне електромагнетне таласе у целини.

## Фотони у супстанцијалној средини
Светлост се у провидној средини простире са брзином мањом од {\displaystyle ~c} (брзина светлости у вакууму). На пример фотонима који се много пута сударају на путу од Сунчевог језгра које емитује енергију може бити потребно око милион година за достизање површине Сунца.
Ипак при кретању у отвореном космосу исти фотони долазе до Земље свега за 8,3 минута. Величина која карактерише смањење брзине светлости назива се индекс преламања средине.
Успоравање се може објаснити на следећи начин. Под дејством електричног поља светлосни таласи валентни електрони атома средине почињу да врше принудне хармонијске осцилације. Осцилујући електрони почињу са одређеним закашњењем да стварају секундарне таласе исте фреквенције као и упадне светлости који интерферирају са првобитним таласом успоравајући га
Код корпускуларног модела успоравање може бити уместо тога објашњено померањем фотона са квантним поремећајима у супстанци (квазичестицама, сличним фононима и екситонима) са образовањем поларитона. Такав поларитон има ефективну масу различиту од нуле, због чега се не може кретати брзином {\displaystyle ~c}. Ефекат интеракције фотона са другим квазичестицама може бити посматран паралелно са Рамановим ефектом и расејањем Мандељштама-Бриљјуена.
Аналогно фотони могу да се посматрају као честице које се увек крећу са брзином светлости {\displaystyle ~c}, чак и кроз супстанцијалну средину, али притом подлежу померању фазе због интеракције с атомима који им мењају таласну дужину и импулс, али не и брзину.
Таласни снопови састављени од тих фотона простиру се брзином мањом од {\displaystyle ~c}. Са те тачке гледишта фотони су као „голи“, због чега се расејавају на атомима, а њихова фаза мења. Тада у претходно описаној представи фотони постају „одевени“ путем интеракције са супстанцијалном средином и простиру без расејања и померања фазе, али са мањом брзином.
У зависности от фреквенције светлост се простире кроз супстанцијалну средину различитим брзинама. Та појава се у оптици назива дисперзијом. При стварању одређених услова може се постићи то да брзина светлости у некој средини постане изразито мала. Фотони такође могу бити апсорбовани језгром атома, атомима или молекулима, иницирајући тако прелазе на њиховим енергетским нивоима. Илустративан је пример везан за апсорпцију фотона у пигменту очних штапића родопсину, у чији састав улази ретинал, сличан ретинолу (витамина А), одговорних за људски вид, као што је утврђено 1958. године америчким биохемичаром и нобеловцем Џорџом Вајлдом и његовим сарадницима. Апсорпција фотона молекулом родопсина изазива реакцију преласка у изомерни транс-облик, што доводи до разлагања родопсина. До побуђивања очног нерва при фотолитичком разлагању родопсина долази на рачун промене јонског транспорта у фоторецептору. На тај начин у сагласности са другим физиолошким процесима, енергија фотона прелази у нервни импулс.
Апсорпција фотона може изазвати разарање хемијских веза као при фотолизи. Такви процеси се проучавају у фотохемији.

## Технолошка примена
Постоји много техничких уређаја који на неки начин користе фотоне у свом функционисању. Даље су ради илустрације наведени неки од њих.
Важан технички уређај који користи фотоне је ласер. Његов рад заснован је на појави принудног зрачења, које је већ описано. Ласери се примењују у многим технолошким областима. Многи технолошки процеси као што су варење, сечење и лемљење метала се остварују гасним ласерима велике вредности средње снаге. У металургији они омогућавају добијање најчистијих метала. Суперстабилни ласери представљају основу оптичких стандарда фреквенције ласерских сеизмографа, гравиометра и других прецизних физичких инструмената. Ласери са променљивом фреквенцијом (на пример ласер на боје) су произвели револуцију у спектроскопији, значајно повећавши угаону резолуцију и осетљивост методе чак до посматрања спектра појединачних атома. Ласери се такође користе као скалпели,
при лечењу очних и кожних болести. Ласерска локација погодовала је повећању тачности космичке навигације, раширила је знања о атмосфери и структури површина планета, дозволила мерење брзине ротације Венере и Меркура, прецизирала карактеристике кретања Месеца и планете Венере у поређењу са астрономским подацима. Коришћењем ласера покушава се решити проблем контролисане термонуклеарне синтезе. Ласери се широко користе у свакодневном животу (ласерски штампач, DVD, ласерски показивач и др.).
Емисија и апсорпција фотона супстанцом користи се у спектралној анализи. Атоми сваког хемијског елемента имају строго одређене резонантне фреквенције, што резултује тиме да се баш на тим фреквенцијама врши емисија или апсорпција светлости. То доводи до тога да спектар емисије и апсорпције атома и од њих састављених молекула буде индивидуалан, слично отиску прста код човека.
По методама које се користе разликују се неколико типова спектралне анализе:
1. Емисиона која користи спектре емисије атома или (ређе) молекула. Тај облик анализе захтева сагоревање неке пробне количине у пламену гасног пламеника, електричном луку једносмерне или наизменичне струје или електричној варници. Посебним случајем емисионе анализе јавља се луминисцентна анализа.
2. Апсорбциона користи спектар апсорпције, углавном молекула, али може бити примењена и на атоме. Овде се узорак у целином преводи у гасовито стње и кроз њега се пропушта светлост континуалног спектра. На фону континуалног спектра се посматра спектар апсорпције испарене супстанце.
3. Рендгенска користи рендгенски спектар атома, а такође и дифракцију рендгенских зрака при при њиховом проласку кроз објекат чија се структура жели истражити. Највећа предност методе је то да рендгенски спектри садрже мање линија што олакшава проучавање структуре узорка. Међу недостацима се истиче висока осетљивост и сложеност прибора.

У квалитативној спектралној анализи одређује се само састав узорка без улажења у квантитативне односе међу компонентама. Последњи проблем се решава у квантитативној спектралној анализи на основу тога да интензитет линија у спектру зависи од садржаја одговарајуће супстанце у посматраном узорку. На тај начин се по спектру супстанце може одредити њен хемијски састав. Спектрална анализа је метода прилично коришћена у аналитичкој хемији, астрофизици, металургији, машинству, геологији и другим научним дисциплинама.
Рад многих генератора случајних бројева заснован је на одређивању положаја појединих фотона. Упрошћен принцип рада једног од њих се своди на следеће. Да би се генерисао сваки бит случајним редоследом, фотон се усмерава на делилац зрака. За сваки фотон постоји свега две једнако вероватне могућности: проћи кроз делилац зрака или не. У зависности од тога сваки следећи бит добија вредност 0 или 1.

## Последња истраживања
Данас се сматра да су својства фотона добро истражена са теоријског аспекта. Стандардни модел разматра фотоне као бозоне са спином једнаким 1, са масом мировања и наелектрисањем једнаком нули (последње следи између осталог из локалне симетрије и огледа из области електромагнетне интеракције). Ипак физичари настављају да траже несугласице међу експериментима и Стандардним моделом. Непрестано се повећава прецизност експеримената у којим се одређује маса и наелектрисање фотона. Проналазак макар малог одступања нанео би озбиљан удар Стандардном моделу. Сви експерименти учињени до сада ипак показују да фотони немају ни наелектрисање, ни масу мировања
Највећа тачност са којом је измерено наелектрисање фотона је 5×10−52  (или 3×10−33 e); док је за масу 1,1×10−52  (6×10−17 /² или 1×10−22me).
Многа савремена истраживања посвећена су примени фотона у области квантне оптике. Фотони се чине одговарајућим честицама за стварање квантних компјутера. квантна повезаност и квантна телепортација такође спадају у приоритетне правце савремених истраживања.
Осим тога траје проучавање нелинеарних оптичких процеса и система. Ипак такве појаве не изискују коришћење фотона у њиховом објашњавању. Оне често могу бити моделски приказане путем посматрања атома као нелинеарних осцилатора. Нелинеарно оптички процес спонтаног параметарског расејања често се користи у циљу стварања стања квантне повезаности фотона. На крају, фотони се користе у оптичкој комуникацији, укључујући и квантну криптографију.

### Књиге
- Huygens, Crystian (1678). Traité de la lumière.
- Newton, Isaac (1952) [1730]. Opticks (4th изд.). Dover (NY): Dover Publications. Book II, Part III, Propositions XII—XX; Queries 25—29. ISBN 978-0-486-60205-9.
- Hooke, Robert (1667). Micrographia: or some physiological descriptions of minute bodies made by magnifying glasses with observations and inquiries thereupon... London (UK): Royal Society of London.
- Descartes, Rene (1637). Discours de la méthode (Рассуждение о методе). Imprimerie de Ian Maire.
- Bohm, David (1951). Quantum Theory. Courier Dover Publications. ISBN 978-0-486-13488-8.
- Streater, R. F.; Wightman, A. S. (2000). PCT, Spin and Statistics, and All that. Princeton University Press. ISBN 978-0-691-07062-9.
- Itzykson, Claude; Zuber, Jean Bernard (1980). Introduction to Quantum Field Theory. McGraw-Hill International Book Company. ISBN 978-0-07-032071-0.
- Wilson, John; Hawkes, J. F. B. (1987). Lasers, principles and applications. Prentice Hall. ISBN 978-0-13-523705-2.
- А. А. Бабушкин; П. А. Бажулин; Ф. А. Королев; Л. В. Левшин; В. К. Прокофьев; А. Р. Стриганов (1962). Методы спектрального анализа. М.: Издательство Московского университета.
- Под. ред. Д. Боумейстера; А. Экерта; А. Цайлингера (2002). Физика квантовой информации. М.: Постмаркет.
- А, Статья Э.. Ефремова (1984). Физический энциклопедический словарь. М.: Советская энциклопедия.
- Н, Редкин Ю.. (2003). Курс общей физики. Киров: ВятГГУ. стр. 132.
- Pais, A. (1986). Inward Bound: Of Matter and Forces in the Physical World. Oxford University Press. ISBN 978-0-19-851997-3.
- Р. Фейнман; Р. Лейтон; М. Сэндс (1976). Фейнмановские лекции по физике. 1. М.: Мир. стр. 218—220.
- А. С. Василевский; В. В. Мултановский (1985). Статистическая физика и термодинамика. М.: Просвещение.
- А. И. Китайгородский. (1973). Введение в физику. М.: Наука.
- Н, Редкин Ю.. (2006). Курс общей физики. Киров: ВятГГУ.
- Pais, A. (1982). Subtle is the Lord: The Science and the Life of Albert Einstein. Oxford University Press.
- А. А. Детлаф; Б. М. Яворский (2005). Курс физики. М.: ACADEMA. ISBN 978-5-7695-2312-0.
- Н, Редкин Ю.. (2006). Курс общей физики. Киров: ВятГГУ. стр. 152.
- А, Статья Э.. Тагирова (1984). Физический энциклопедический словарь. М.: Советская энциклопедия. стр. 826.
- В, Статья В.. Мигулина «Электромагнитные волны» (1978). Большая советская энциклопедия. 30. М.: Советская энциклопедия. стр. 67—68.
- Кудрявцев, П. С. (1982). Курс истории физики. М.: Просвещение. стр. 448. Архивирано из оригинала 22. 06. 2008. г. Приступљено 30. 01. 2010.
- Р. Фейнман; Р. Лейтон; М. Сэндс (1976). Фейнмановские лекции по физике. 1. М.: Мир. стр. 496.
- Касьянов, В. А. (2003). Физика 11 класс. М.: Дрофа. стр. 416. ISBN 978-5-7107-7002-3.

### Научни радови
- Clauser, J. F. (1974). „Experimental distinction between the quantum and classical field-theoretic predictions for the photoelectric effect”. Phys. Rev. D. 9: 853—860. (језик: енглески)
- Kimble, H. J.;  . (1977). „Photon Anti-bunching in Resonance Fluorescence”. Phys. Rev. Lett. 39: 691. (језик: енглески)
- Grangier, P.;  . (1986). „Experimental Evidence for a Photon Anticorrelation Effect on a Beam Splitter: A New Light on Single-Photon Interferences”. Europhysics Letters. 1: 501—504. (језик: енглески)
- Thorn, J. J.;  . (2004). „Observing the quantum behavior of light in an undergraduate laboratory”. American Journal of Physics. 72: 1210—1219. (језик: енглески)